# 拉斯卡瓦尼亚斯
拉斯卡瓦尼亚斯（西班牙語：Las Cabanyas），是西班牙加泰罗尼亚巴塞罗那省的一个市镇。总面积1平方公里，总人口570人（2001年），人口密度570人/平方公里。